# Johann Jakob Roemer
Johann Jacob Roemer (Zúrich, 1763 – † 1819) fue un médico, entomólogo y botánico suizo.

## Biografía
Trabajó como profesor de botánica en la Universidad de Zúrich. Junto con otro botánico austriaco, Josef August Schultes, publicó la 16.ª edición del Systema Vegetabilium de Carlos Linneo.
La obra Genera insectorum de Roemer es la publicación suiza más atractiva de entomología. Las espléndidas planchas coloreadas a mano, fueron dibujadas y grabadas por el artista suizo J.R. Schellenberg, también entomólogo, y por lo tanto familiarizado con los detalles de las estructuras.

## Obra
- Magazin Fur die Botanik vols. 1-4; 1787-1791 In 1790, Roemer continued this series as Neues Magazin Fur die Botanik

- Genera insectorum Linnaei et Fabricii iconibus illustrata. Vitoduri Helvetorum (Winterthur), apud Henric. Steiner, 1789

- Flora Europaea inchoata...Norimbergae [Nürnberg] 14 fasc. 1797-1811

- Encyclopädie für Gärtner und Liebhaber der Gärtnerei, 1797

- Collecteana ad Omnem rem Botanicam Spectantia Partim e Propriis, Partim ex Amicorum Schedis Manuscriptis Concinnavit et Edidit J. J. Roemer, M.D. Turici [Zúrich] en partes de 1806 a 1810

- Systema vegetabilium (ed. 16) 7 v. - 1817-1830

## Honores

### Eponimia
Géneros
- (Amaranthaceae) Roemeria Moench[1]

- (Capparaceae) Roemeria Tratt. ex DC.[2]

- (Goodeniaceae) Roemeria Dennst.[3]

- (Papaveraceae) Roemeria Medik.[4]

- (Poaceae) Roemeria Zea ex Roem. & Schult.[5]

- (Sapotaceae) Roemeria Thunb.[6]

- La abreviatura «Roem.» se emplea para indicar a Johann Jakob Roemer como autoridad en la descripción y clasificación científica de los vegetales.[7]
- Posee 3106 registros IPNI.